# São Fernando
São Fernando este un oraș în Rio Grande do Norte (RN), Brazilia.